# Odontobutis yaluensis
Odontobutis yaluensis är en fiskart som beskrevs av Wu, Wu och Xie, 1993. Odontobutis yaluensis ingår i släktet Odontobutis och familjen Odontobutidae. Inga underarter finns listade i Catalogue of Life.